# Vergèze
Vergèze ist eine französische Gemeinde mit 5778 Einwohnern (Stand: 1. Januar 2022) im Département Gard in der Region Okzitanien.

## Geografie

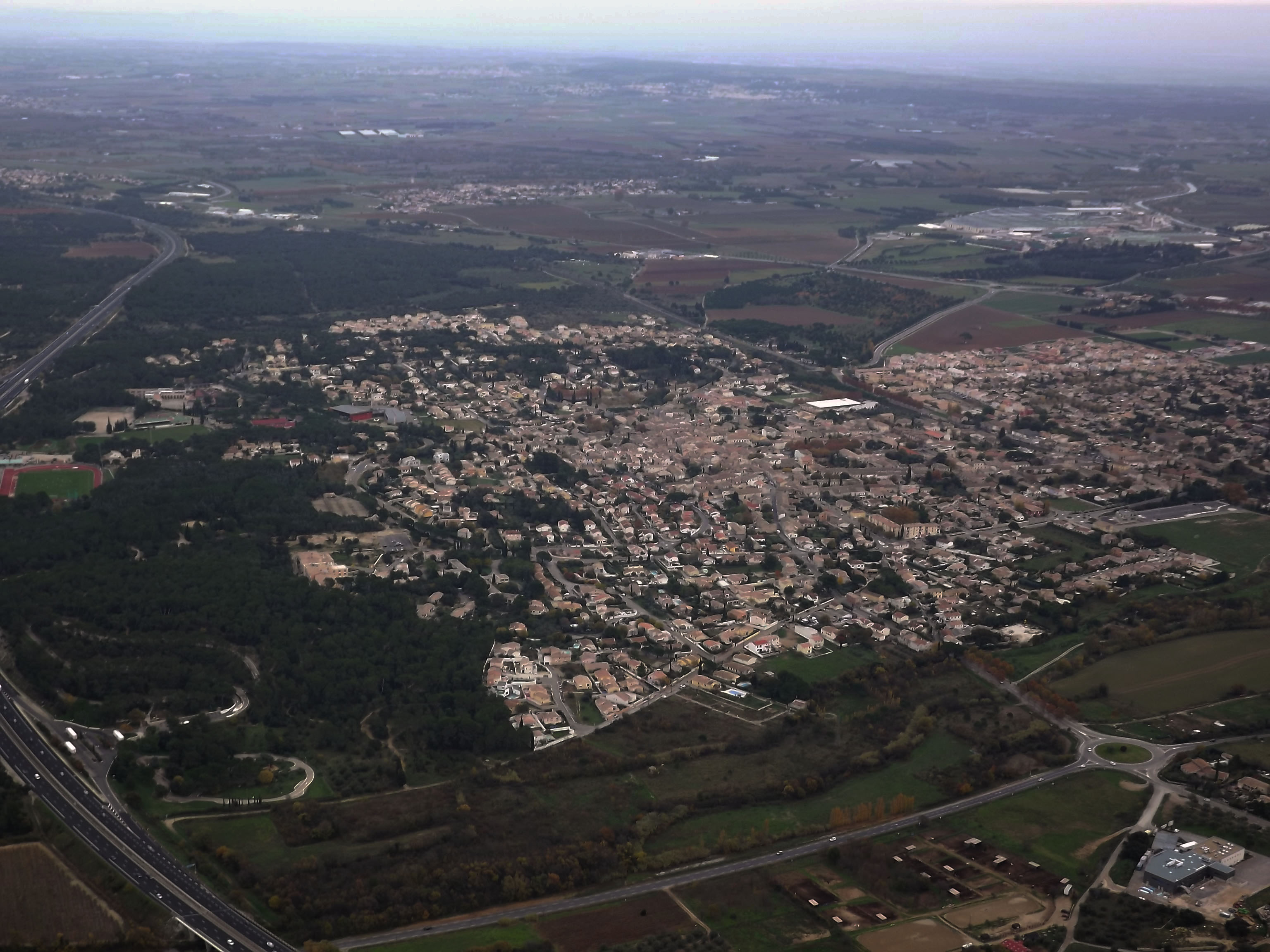
Luftbild von Vergèze

Vergèze liegt im Hügelland oberhalb einer fruchtbaren Ebene am Fluss Rhôny etwa 17 Kilometer südwestlich von Nîmes. Im Süden der Gemeinde verlaufen der Canal Philippe Lamour und am Rand der Fluss Vistre, hier in der Landschaft Vaunage.
Die Nachbargemeinden von Vergèze sind Calvisson im Norden, Boissières im Nordosten, Vestric-et-Candiac im Osten, Le Caillar im Süden, Codognan im Süden und Südwesten sowie Mus im Westen.
Durch die Gemeinde verläuft die Autoroute A9 und die Route nationale 113. Der Bahnhof von Vergèze-Codognan wird von den Zügen auf der Bahnstrecke Tarascon–Sète-Ville bedient.

## Bevölkerungsentwicklung
| Jahr      | 1962 | 1968 | 1975 | 1982 | 1990 | 1999 | 2006 | 2017 |
| --------- | ---- | ---- | ---- | ---- | ---- | ---- | ---- | ---- |
| Einwohner | 1696 | 2061 | 2258 | 2554 | 3135 | 3643 | 3930 | 5188 |

## Wirtschaft
Das Unternehmen Perrier (heute: Nestlé Waters) stellt hier Mineralwasser her.

## Sehenswürdigkeiten
- Kirche Saint-Félix mit Uhrenturm
- protestantische Kirche
- Totenlaterne

## Persönlichkeiten
- René Fontayne (1891–1952), Maler
- Maurice Trintignant (1917–2005), Rennfahrer und Bürgermeister von Vergèze
- Rémy Bonne (* 1989), Fußballspieler

## Gemeindepartnerschaft
Mit der rumänischen Gemeinde Bârlad in der Region Moldau unterhält Vergèze eine Partnerschaft.